# Collins, Mississippi
Collins är administrativ huvudort i Covington County i delstaten Mississippi. Enligt 2020 års folkräkning hade Collins 2 342 invånare.